# Lalgaye
Lalgaye è un dipartimento del Burkina Faso classificato come comune, situato nella provincia  di Koulpélogo, facente parte della Regione del Centro-Est.
Il dipartimento si compone del capoluogo e di altri 14 villaggi: Dibli, Gouli, Guini, Kieblin, Kimzim, Lalgaye Yarce, Nassiega, Pihitenga, Paore, Pissiongo, Sablogo, Tensobentenga, Tiguetin e Yalgo.